# Phragmatobia henricus
Phragmatobia henricus är en fjärilsart som beskrevs av Ribbe 1912. Phragmatobia henricus ingår i släktet Phragmatobia och familjen björnspinnare. Inga underarter finns listade i Catalogue of Life.